# Арберије Нагавци
Арберије Нагавци (алб. Arbërie Nagavci; Ђаковица, 29. март 1970) албанска је политичарка. Чланица је Самоопредељења и актуелна министарка образовања, науке, технологије и иновација Републике Косово.

## Биографија
Рођена је 29. марта 1970. године у Ђаковици, у тадашњој Социјалистичкој Федеративној Републици Југославији. Завршила је студије права на Универзитету у Приштини. На истом универзитету је завршила и мастер студије међународног права.
Удата је и има двоје деце.